# 連江縣政府舊址
連江縣政府舊址，是位於中華民國連江縣南竿鄉仁愛村19號的建築。民國67年之前作為連江縣政府辦公處所，為當時地區最高行政中心，民國67年後遷往介壽村現址，其舊址現為連江縣馬祖日報社的辦公處所及馬祖故事館，後於2012年10月4日登錄為歷史建築。

## 沿革
中華民國國軍進駐馬祖，民國45年7月16日馬祖戰地政務委員會設於此處，為馬祖地區最高行政中心。民國47年改作連江縣政府辦公署地，民國67年連江縣政府遷往介壽村現址，此空間於民國68年由防區後勤集用部隊進駐，復於民國70年馬祖日報社遷入運營至今。民國86年連江縣馬祖歷史文物館籌備處設於此處一棟房舍。民國94年馬祖日報社提出了興建報史館的構想，獲得當時文建會補助經費，將報史館的概念延伸成為「馬祖故事館」，豐富了展場的內涵，並深化歷史保存功能。
連江縣政府舊址是最具戰地歷史指標性的建物舊址，代表戰地政務時期的風格，目前尚保留原有風貌。且馬祖日報社為馬祖人的共同記憶，具有保存價值，而馬祖故事館的設立更是型塑多元複合式的一座馬祖記憶文化園區。